# Squanch Games
Squanch Games (früher bekannt als Squanchtendo) ist ein amerikanisches Videospielentwicklungsstudio mit Sitz in Burbank, Kalifornien. Das Unternehmen wurde im August 2016 von Justin Roiland gegründet. Das Studio ist vor allem für die Entwicklung von Accounting (2016), Trover Saves the Universe (2019) und High on Life (2022) bekannt. Das Unternehmen hat Büros in Raleigh, North Carolina, und Burbank, Kalifornien.

## Geschichte
Justin Roiland, der Co-Schöpfer und Synchronsprecher der Serie Rick and Morty, gründete Squanchtendo am 25. August 2016 zusammen mit Tanya Watson, die zuvor als Executive Producer bei Epic Games tätig war. Roiland arbeitete zuvor in Zusammenarbeit mit Adult Swim an Pocket Mortys, einem Handyspiel der Rick-and-Morty-Reihe. Er gründete das Studio mit der Absicht, Virtual-Reality-Spiele zu entwickeln, eine Leidenschaft, die er seit 2015 hegte, da er einer der ersten Geldgeber für das Virtual-Reality-Headset Oculus Rift war. Roiland lernte Watson über Ophir Lupu, den Leiter der Spieleabteilung von United Talent Agency, kennen. Watson half dem Studio mit ihren Kontakten zu Epic Games, zu expandieren und Talente zu rekrutieren. „Squanch“ ist ein Planet in der Rick-and-Morty-Franchise, während „tendo“ ein Wortspiel mit dem Videospielverlag Nintendo ist, obwohl das Unternehmen seinen Namen 2017 auf Anraten eines Anwalts in „Squanch Games“ änderte.
Das erste Spiel des Studios war Accounting, ein VR-Erkundungsspiel, das 2016 veröffentlicht wurde. Das Spiel wurde in Zusammenarbeit mit Crows Crows Crows und William Pugh, dem Designer von The Stanley Parable, entwickelt. Eine erweiterte Version des Spiels, Accounting+, die die Länge des Originalspiels verdoppelt, wurde im Dezember 2017 veröffentlicht. Im August 2018 erwarb das Unternehmen die Marke für Radical Heights, ein nicht mehr existierendes Battle-Royale-Spiel, von Boss Key Productions. Anschließend arbeitete das Studio an Dr. Splorchy Presents: Space Heroes, ein Projekt für Google Daydream, und Trover Saves the Universe. Im Gegensatz zu den vorherigen Spielen des Studios, das als ein eher erfahrungsorientiertes Projekt angesehen wurde, ist Trover Saves the Universe eine „signifikante Erfahrung in der Länge“. Obwohl Trover eine VR-Komponente enthält, ist dies keine notwendige Voraussetzung, da das Team wollte, dass das Spiel ein größeres Publikum erreicht. Das Spiel wurde 2019 veröffentlicht und erhielt allgemein positive Kritiken. Im Januar 2021 verließ Watson das Studio, und Roiland übernahm die Position des Chief Executive Officer des Unternehmens.
Das neueste Videospiel des Unternehmens ist High on Life, ein komödiantischer Ego-Shooter, der im Dezember 2022 veröffentlicht wurde.
Im Januar 2023 wurde bekannt, dass ein ehemaliger Mitarbeiter Squanch Games im Jahr 2018 wegen angeblicher sexueller Belästigung, Diskriminierung und ungerechtfertigter Kündigung verklagt hatte. Laut Gerichtsdokumenten hat das Studio die Vorwürfe bestritten, sich aber später geeinigt. Später im selben Monat gab Squanch Games bekannt, dass Justin Roiland von seiner Position bei dem Studio zurückgetreten ist.

## Computerspiele
| Jahr | Titel                               | Plattformen                                                     |
| ---- | ----------------------------------- | --------------------------------------------------------------- |
| 2016 | Accounting                          | Windows, PlayStation 4                                          |
| 2018 | Dr. Splorchy Presents: Space Heroes | Google Daydream                                                 |
| 2019 | Trover Saves the Universe           | Windows, PlayStation 4, Nintendo Switch, Xbox One, Oculus Quest |
| 2022 | High on Life                        | Windows, Xbox One, Xbox Series X/S, PlayStation 5               |